# عزلة الحرث (إب)

تعديل مصدري - تعديل

عزلة الحرث هي إحدى عزل مديرية بعدان في محافظة إب اليمنية ويبلغ تعداد سكانها 20039 نسمة حسب التعداد السكاني في اليمن لعام 2004.

## روابط خارجية
- الجهاز المركزي للإحصاء بالجمهورية اليمنية
- المركز الوطني للمعلومات باليمن
- الدليل الشامل